# Eocaiman
Eocaiman is een geslacht van uitgestorven kaaimannen met soorten die leefden van het Vroeg-Paleoceen tot het Midden-Mioceen in wat nu Argentinië is (formaties Salamanca en Sarmiento), Itaboraí-formatie van Brazilië en Colombia (Honda Group).
In 1933 benoemde George Gaylord Simpson de typesoort Eocaiman cavernensis. De geslachtsnaam betekent 'kaaiman van de dageraad'. Het holotype is  AMNH 3158, een schedel opgegraven door Simpson met J. Hernandes.
In 2007 werd door Bona Eocaiman palaeocenicus benoemd op basis van  MPEF-PV 1933, een paar onderkaken. De soortaanduiding verwijst naar de datering uit het Paleoceen.
Een derde soort is Eocaiman itaboraiensis in 2013 door Pinheiro benoemd op basis van MCT 1791-R, een linkeronderkaak gevonden bij São José de Itaboraí.
Eocaiman wordt in analyses meestal gevonden als een van de meer basale leden van Caimaninae. 
Notocaiman werd in 2022 synoniem geacht aan Eocaiman paleocenicus.